# Igreja Católica Bizantina Albanesa
A Igreja Católica Bizantina Albanesa, ou a Igreja Greco-Católica Albanesa, é uma Igreja particular sui iuris dentro da comunhão da Igreja Católica, de rito bizantino.
A Igreja Católica Bizantina Albanesa é originária de um grupo de albaneses no sul de Epiro que anteriormente eram da Igreja Ortodoxa mas que se afiliaram à Santa Sé em 1701. Essa Igreja passou por perseguições durante a era marxista, o que afetou a sua estrutura e fê-la entrar em declínio. Somente em 1992 foi possível restabelecer o contato oficial com a Cúria romana, que os pôs sob os cuidados do núncio papal em Tirana. Depois foi nomeado Hil Kabashi para a Administração Apostólica Bizantina Albanesa. Quando o Administrador apostólico Kabashi chegou à Albânia em 1998, encontrou quase 3000 fiéis bizantinos albaneses sem nenhum clero ou paróquia próprias.
Em 2005, a Igreja Católica Bizantina Albanesa, hoje governada por um administrador apostólico nomeado e supervisionado pela Santa Sé, possui cerca de 3200 fiéis em 9 paróquias, com 11 igrejas, atendidas por 4 sacerdotes diocesanos, 10 sacerdotes regulares, 10 religiosos e 97 religiosas, que administram 10 escolas e 20 organizações filantrópicas.
Ainda que haja a igreja greco-católica na Albânia, o país também tem católicos de rito latino, na Igreja Católica Ítalo-Albanesa.